# Frank Oz
Frank Oz (născut ca Frank Richard Oznowicz; la 25 mai 1944, Hereford, Herefordshire, Anglia) este un regizor american de origine engleză, păpușar, actor și producător de film.

## Biografie
Și-a început cariera ca păpușar, interpretând personaje  Muppet ca Miss Piggy și Fozzie Bear în The Muppet Show și personaje Cookie Monster, Bert și Grover în Sesame Street. El este, de asemenea cunoscut ca fiind păpușarul și vocea lui Yoda din seria de filme Războiul stelelor.
A regizat filme ca Little Shop of Horrors (1986), Cristalul întunecat (1982), Dirty Rotten Scoundrels (1988), What About Bob? (1991), In & Out (1997), Bowfinger (1999) și Death at a Funeral (2007).

## Filmografie parțială

### Ca regizor
- 1982 Cristalul întunecat, regizat împreună cu Jim Henson
- 1984 The Muppets Take Manhattan
- 1986 Little Shop of Horrors
- 1988 Dirty Rotten Scoundrels
- 1991 What About Bob?
- 1992 HouseSitter
- 1995 Indianul din dulap
- 1998 In & Out
- 1999 Bowfinger
- 2001 Scor final (The Score)
- 2004 The Stepford Wives
- 2007 Death at a Funeral

### Ca actor
- 1980 Frații Blues (The Blues Brothers)
- 1981 Un vârcolac american la Londra (An American Werewolf in London)
- 1983 Trading Places
- 1985 Spies Like Us
- 1986 Labirintul
- 1992 Innocent Blood
- 1998 Blues Brothers 2000

### Ca actor de voce
- Războiul stelelor - Episodul V: Imperiul contraatacă, 1980, ca Yoda
- Războiul stelelor - Episodul VI: Întoarcerea lui Jedi, 1983
- Războiul stelelor - Episodul I: Amenințarea fantomei, 1999
- The Adventures of Elmo in Grouchland, 1999, ca Bert, Grover, Cookie Monste
- Compania Monștrilor, 2001, ca Jeff Fungus
- Războiul stelelor - Episodul II: Atacul clonelor, 2002
- Războiul stelelor - Episodul III: Răzbunarea Sith, 2005
- Zathura, 2005 , ca Robot

## Legături externe
- Materiale media legate de Frank Oz la Wikimedia Commons
- Frank Oz la Internet Movie Database